# Ich heirate meine Frau (2007)
Ich heirate meine Frau ist ein deutscher Fernsehfilm der Regisseurin Christine Kabisch aus dem Jahr 2007. Der Film stellt eine Fortsetzung zum Film Der Traum vom Süden dar.

## Handlung
Henriette hilft weiterhin begeistert in der Konditorei von Tochter Elke mit. Werner, ohne Aufgabe und allein, versucht Henriette zurückzuerobern. Doch dann wähnt er eine Konkurrenz im reichen Prinz Abdul Al Hakim, der soeben 500 Torten für eine königliche Hochzeit in Saudi-Arabien in der Konditorei bestellt hat. Henriette erinnert der Prinz an Omar Sharif, und es scheint gefunkt zu haben. Werner, der in seinem Bemühen um Henriette von seiner Schwiegermutter Mimi, Tochter Elke und Sohn Thomas unterstützt wird, will aber nicht aufgeben, obwohl ihn seine Frau auf Distanz hält. Letztendlich vergibt ihm seine Frau doch noch, und beide ziehen wieder zusammen. Zuvor erneuern sie kirchlich ihr Eheversprechen. Für die Zukunft planen sie zusammen eine Hochzeitspension.

## Hintergrund
Die Dreharbeiten zum Spielfilm begannen im April 2006 in Flensburg. Dass der Film zum Teil in Flensburg gedreht wurde, zeigt sich schon in dessen Vorspann. In diesem sind beispielsweise die Flensburger Innenstadt, die Nikolaikirche, der Flensburger Hafen, das Hafenviertel Sonwik sowie die Marineschule Mürwik zu sehen. Als Hochzeitskirche dient die Adelbyer Johanniskirche. Die TV Spielfilm attestierte der „Beziehungskomödie“, eine „passable Fortsetzung“ zu sein.